# Filip von Schantz

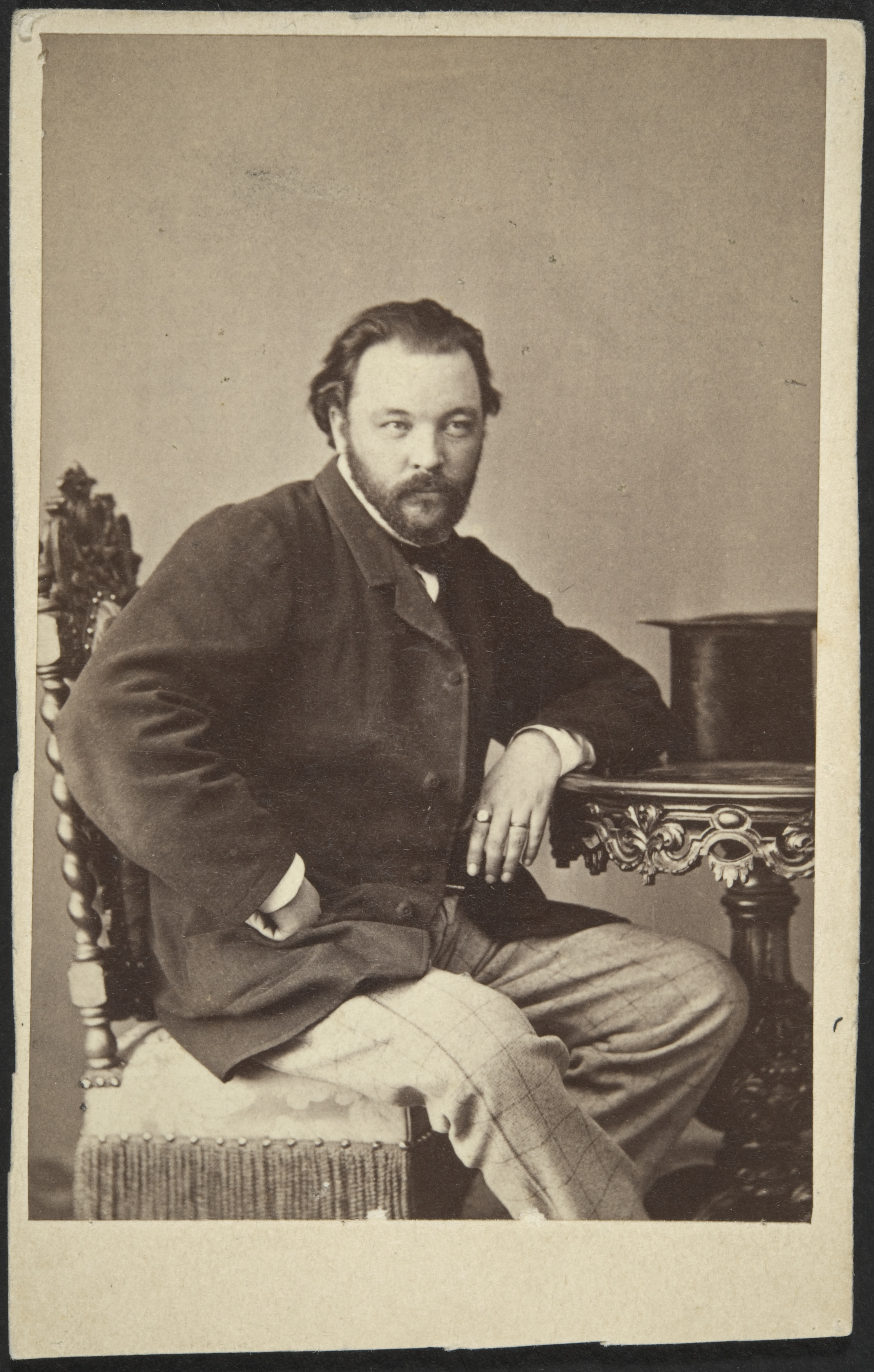
Filip von Schantz.

Johan Filip von Schantz, född 17 januari 1835 i Ulvsby, död 24 juli 1865 i Helsingfors, var en finländsk musiker. Han var son till en syssling till Gustaf von Schantz.
von Schantz relegerades från Helsingfors universitet 1855 efter att ha deltagit i ett studentuppträde och bestämde sig då för att ägna sig åt musik. Året efter började han studier i violinspel och komposition i Stockholm och fortsatte 1857–1860 vid konservatoriet i Leipzig i Tyskland. 
År 1860 anställdes han som dirigent vid Svenska Teatern i Helsingfors. Utöver musicerandet på teatern gav orkestern också soaréer och symfonikonserter vilka blev mycket populära. När Svenska Teatern brunnit ned 1863 började von Schantz ge konserter på det då nyöppnade Berns salonger i Stockholm och i andra svenska städer, till exempel i Göteborg. Året efter uppträdde orkestern i Köpenhamn men von Schantz tvingades där att upplösa orkestern och, sjuk och utarbetad, återvända till Finland.
Av hans kompositioner kan nämnas Sånger vid piano, Finska toner (text: Karl Wetterhoff), orkesteruvertyr Kullervo (efter Kalevala) och flera manskvartetter.